# 5806 Archieroy
5806 Archieroy è un asteroide della fascia principale. Scoperto nel 1986, presenta un'orbita caratterizzata da un semiasse maggiore pari a 1,9628353 UA e da un'eccentricità di 0,0366473, inclinata di 20,81912° rispetto all'eclittica.